# Ronnie Erhard
Ronnie Erhard, född 20 september 1991 i Bjurtjärns församling, är en svensk moderat politiker och kommunalråd i Karlskoga kommun. Erhard är ordförande i det sverigefinska rådet i Karlskoga kommun och finns med på Moderaternas valsedel till Europaparlamentsvalet 2024.